# Land Rover Santana Cazorla
El Land Rover Santana Cazorla es un vehículo todoterreno diseñado y producido por la empresa española Santana Motor. Su producción comenzó en 1982 como evolución del Land Rover Santana Serie III 109 Especial. Toma su nombre de la Sierra de Cazorla, situada en la provincia de Jaén, la misma en la que se encuentra la fábrica de Santana en Linares. Se concibe esencialmente como vehículo de trabajo, con nueve plazas sin demasiadas comodidades interiores pero con una gran autonomía, al incorporar dos depósitos de combustible alcanzando 92 litros de capacidad.
El elemento diferenciador del Cazorla es el uso de faros cuadrados como novedad respecto a los diseños de las carrocerías mostradas por Land Rover y Santana hasta la fecha.  Por el contrario, mantiene la suspensión de ballesta,  la tracción integral conectable y los frenos de tambor.
El Cazorla monta un motor diésel atmosférico de inyección directa 3.5 (3.429 cm3) de 6 cilindros en línea que confieren un total de 94 CV, lo que proporciona gran fiabilidad y robustez, además de capacidad como vehículo todoterreno. La caja de cambios incorpora el “overdrive’, un dispositivo que permite duplicar las relaciones circulando con un desarrollo más largo, desahogando el motor en largos trayectos por carretera, alcanzando los 120 km/h. A pesar de ello, el consumo es muy elevado, de hasta 20 litros a los 100 km.
Esta época representa para Santana Motor la consolidación de la implementación de divergencias respecto a los diseños originales de Land Rover, con el objeto de adaptarse tanto a la normativa automovilística española como a las necesidades del mercado local. A pesar de compartir un gran número de componentes con los diseños ingleses, el Cazorla incorpora elementos diferenciales entre los que destacan los mencionados faros cuadrados, el motor de seis cilindros que al contrario de la caja de cambios LT85, nunca se usó en ningún modelo Land Rover, asientos más anchos o el techo de fibra de vidrio. Éste se perfora con una serie de aperturas practicables para facilitar la ventilación de la cabina. Además, presenta cuatro ventanas alpinas fijas, dos a cada lado, manteniendo así la configuración iniciada en el Land Rover Santana Serie III 109 Especial. 